# Lex concursus
De Lex concursus is de regel van internationaal privaatrecht die bepaalt welk recht van toepassing is op insolventieprocedures, namelijk dat van de staat waar de insolventieprocedure werd geopend (lees: de rechter zal het recht van zijn eigen staat toepassen).
"Lex" is Latijn voor wet/recht en "concursus" slaat op samenloop. Samenloop is de situatie waarbij meerdere schuldeisers gelijktijdig aanspraken laten gelden op het vermogen van dezelfde schuldenaar.

## Insolventie binnen de Europese Unie
De insolventieverordening bepaalt waar een insolventieprocedure geopend kan worden binnen een EU-context (excl. Denemarken). Hierbij kijkt men naar het COMI (Center Of Main Interest), ook wel het centrum van voornaamste belangen genoemd, voor het bepalen van de bevoegdheid tot het openen van een hoofdinsolventieprocedure. Daarnaast bestaat ook de mogelijkheid tot het openen van territoriale en secundaire procedures in lidstaten waar de schuldenaar een vestiging heeft, indien aan bepaalde voorwaarden voldaan zijn.
Op zowel de hoofdprocedure als de territoriale en secundaire procedure wordt voornamelijk de lex concursus toegepast, enkele uitzonderingen daargelaten.
Op goederen buiten de Europese unie of in Denemarken is deze verordening niet van toepassing.